# .uz
.uz (Uzbequistão) é o código TLD (ccTLD) na Internet para o Uzbequistão, .uz é o Domínio de Topo de Código de País do Uzbequistão, criado em 1995 pela IANA e delegado a Euracom GmbH, e re-delegado em 2003 a UZINFOCOM.
O registro de domínios pode ser feito em segundo nível diretamente sob zona raiz .uz, ou em terceiro nível sob .com.uz, .org.uz, .gov.uz, .co.uz e .for.uz.
A UZINFOCOM passou oferecer por tempo limitado o registro de domínios grátis para pessoas físicas sob o .for.uz, para que a população pudesse criar sites e blogs com maior facilidade.